# شهادة الصحة النباتية

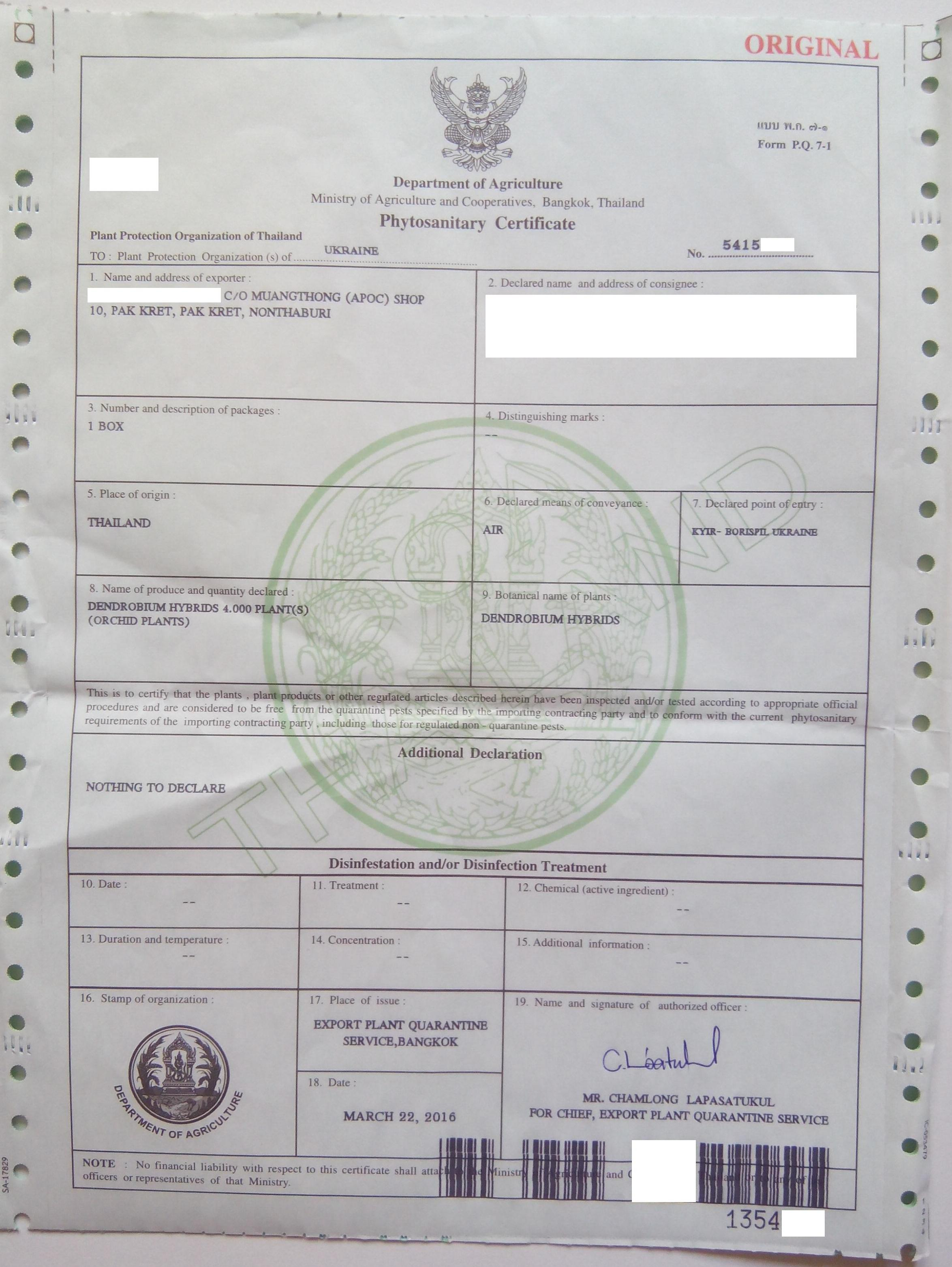
شهادة صحة نباتية من بانكوك ، تايلاند

شهادة الصحة النباتية هي شهادة تشهد أن الحبوب أو البذور أو الأشتال النباتية المصدرة سليمة وخالية من الأمراض.

## مصدر
1. ↑  مصطلحات الاستيراد والتصدير نسخة محفوظة 10 نوفمبر 2017 على موقع واي باك مشين. [وصلة مكسورة]